# Hermann III. (Weimar-Orlamünde)
Hermann III. von Weimar-Orlamünde (* um 1230; † 1283) war ein Graf aus dem Zweig Weimar-Orlamünde der Askanier.

## Leben
Hermann III. war ein Sohn von Hermann II. von Weimar-Orlamünde und Beatrix von Andechs-Meranien. Mit seinen fränkischen Besitzungen trat Hermann III. gemeinsam mit seinem Bruder Otto III. über seine Mutter das Erbe Ottos VIII. von Meran an. Residenz war die Plassenburg. Nach dem Tod des Vaters 1278 erhielt Otto III. Weimar und die Plassenburg allein, Hermann III. erhielt die Grafschaft Orlamünde. Er starb 1283 an der Pest.

## Nachkommen
Seine Frau starb nach 1279. Ihre Kinder waren:
- Elisabeth „die Ältere“ († vor 24. März 1333); ⚭ I: Hartmann von Lobdeburg-Arnshaugk († 20. Februar 1289); ⚭ II: Albrecht „der Entartete“ († 20. November 1315)
- Hermann V. 1287 bis 1312
- Heinrich III. († nach 26. März 1354), sein Nachfolger als Graf von Orlamünde; ⚭ Irmgard von Schwarzburg († 13. Juli 1354)
- Elisabeth „die Jüngere“ († 17. März 1319), Nonne im Kloster Weissenfels